# Мала-Гостиля
Мала-Гостиля (серб. Мала Гостиља / Mala Gostilja) — село в общине Вишеград Республики Сербской Боснии и Герцеговины. В настоящее время село необитаемо.